# Igreja da Graça (Coimbra)
A Igreja da Graça, também conhecida como Colégio da Graça ou Igreja de Nossa Senhora da Graça, localiza-se na rua da Sofia, freguesia de Coimbra (Sé Nova, Santa Cruz, Almedina e São Bartolomeu), município e distrito de Coimbra, Portugal.
Da autoria de Diogo de Castilho, a Igreja (ou Colégio) da Graça é um dos mais importantes monumentos do renascimento em Portugal. 
Encontra-se classificada como Monumento Nacional (desde 1997) e integra o conjunto "Universidade de Coimbra – Alta e Sofia" classificado como Património Mundial (UNESCO).

## História
O Colégio da Graça segue o modelo conventual fundado na arquitetura religiosa e insere-se no plano inicial idealizado por Frei Brás de Barros para a construção de um campus universitário na cidade de Coimbra. Pertenceu à Ordem dos Eremitas Calçados de Santo Agostinho e foi fundado por D. João III em 1543, datando desse ano o início da construção e incorporando-se seis anos mais tarde na Universidade de Coimbra. O claustro foi edificado em dois períodos distintos (séculos XVI e XVII). Sendo na origem o centro vital da comunidade estudantil e ponto convergente de todo o edifício, permitia a ligação aos dormitórios, refeitórios, espaços de estudo e ao templo.
Entre 1828 e 1834 o Colégio da Graça serviu de hospital ao serviço das tropas absolutistas. Na sequência do encerramento ditado pela extinção das Ordens Religiosas em 1834, o conjunto seria nacionalizado e incorporado na Fazenda Nacional. Na posse da Câmara Municipal de Coimbra, em 1836 passou a acolher um aquartelamento militar, uma instituição de assistência social e outras repartições públicas. Em 1998 as instalações passaram a ser ocupadas pela Liga dos Combatentes e por alguns serviços sociais e administrativos do Exército.
O mais recente regresso da Universidade de Coimbra à Rua da Sofia  - para instalação do Centro de Documentação 25 de Abril e algumas equipas de projetos de investigação do Centro de Estudos Sociais (CES) - inclui a reocupação do Colégio da Graça, "primeiro através da aquisição de parte da ala do antigo dormitório e depois pela perspetiva de ocupar a restante totalidade do edifício e da cerca, até então pertencentes ao Ministério da Defesa Nacional, ficando apenas excluídos os espaços atualmente afetos ao culto, geridos pela Irmandade do Senhor dos Passos".

## Características
O Colégio da Graça de Diogo de Castilho fixou o modelo para os restantes colégios universitários conimbricenses desse período, constituindo-se "como uma verdadeira e erudita tipologia". Com decoração austera, tanto o claustro como a igreja apresentam aspetos inovadores, tratando-se de uma das primeiras edificações portuguesas desenhadas segundo o novo estilo renascentista. Foi nesta igreja que se fez a implementação original da planta de nave única com capelas intercomunicantes; e o claustro inspirou-se no Claustro da Hospedaria do Convento de Cristo em Tomar, de João de Castilho.
A fachada da igreja localiza-se num plano recuado relativamente às edificações contíguas e divide-se em três registos; o primeiro, a nível inferior, assenta sobre um patamar a que se acede através de uma escadaria. "Ao centro abre-se o portal principal de vão retangular ladeado por duas colunas toscanas e rematado por entablamento, sobre o qual assenta um nicho com a imagem da Virgem com o Menino. Em cada um dos lados do portal foram rasgados dois janelões retangulares. O segundo registo tem ao centro um janelão, e o terceiro é constituído pelo remate do edifício, um frontão triangular que ostenta a pedra de armas com os emblemas régios e uma inscrição alusiva à fundação do colégio. Do lado esquerdo da fachada ergue-se um campanário com porta de acesso no primeiro registo, um janelão no segundo e dois vãos sineiros no último". A fachada oeste do conjunto, que constitui a frontaria do colégio, não é coincidente com o alinhamento da fachada da igreja; "apresenta portaria com dois arcos e vão retangular intermédio, sobreposta por dois registos de três janelas cada. Encimando os arcos estão o escudo da ordem, à esquerda, e o escudo de Portugal, à direita; sobre o vão central foi colocada uma inscrição que data o conjunto de 1548. Os átrios da portaria são cobertos por abóbadas de aresta e decoradas por painéis de azulejos com motivos vegetalistas".
O interior da igreja é de planta longitudinal, com nave única coberta por abóbada de pedra de caixotões e ladeada por seis capelas laterais. A capela-mor, quadrada, tem largura igual à da nave e acolhe um retábulo de talha maneirista da primeira metade do século XVII com pinturas alusivas à Vida da Virgem (maioritariamente da autoria de Baltasar Gomes Figueira). De cada lado da nave dispõem-se três capelas, comunicantes entre si, decoradas com altares de talha policromada. O cadeiral do coro-alto, em madeira, data da primeira metade do século XVII e integra pinturas de época posterior. O claustro começou a ser edificado cerca de 1548; de planta quadrada e ângulos cortados, "apresenta uma estrutura de dois pisos, com três tramos por banda. O piso térreo possui arcada geminada e é coberto por abóbada de berço, cujos arcos torais estão apoiados em mísulas. O andar nobre terá sido edificado somente no século XVII. Os capitéis do claustro foram desenhados à semelhança dos capitéis esculpidos nas pilastras da igreja".

## Galeria de imagens

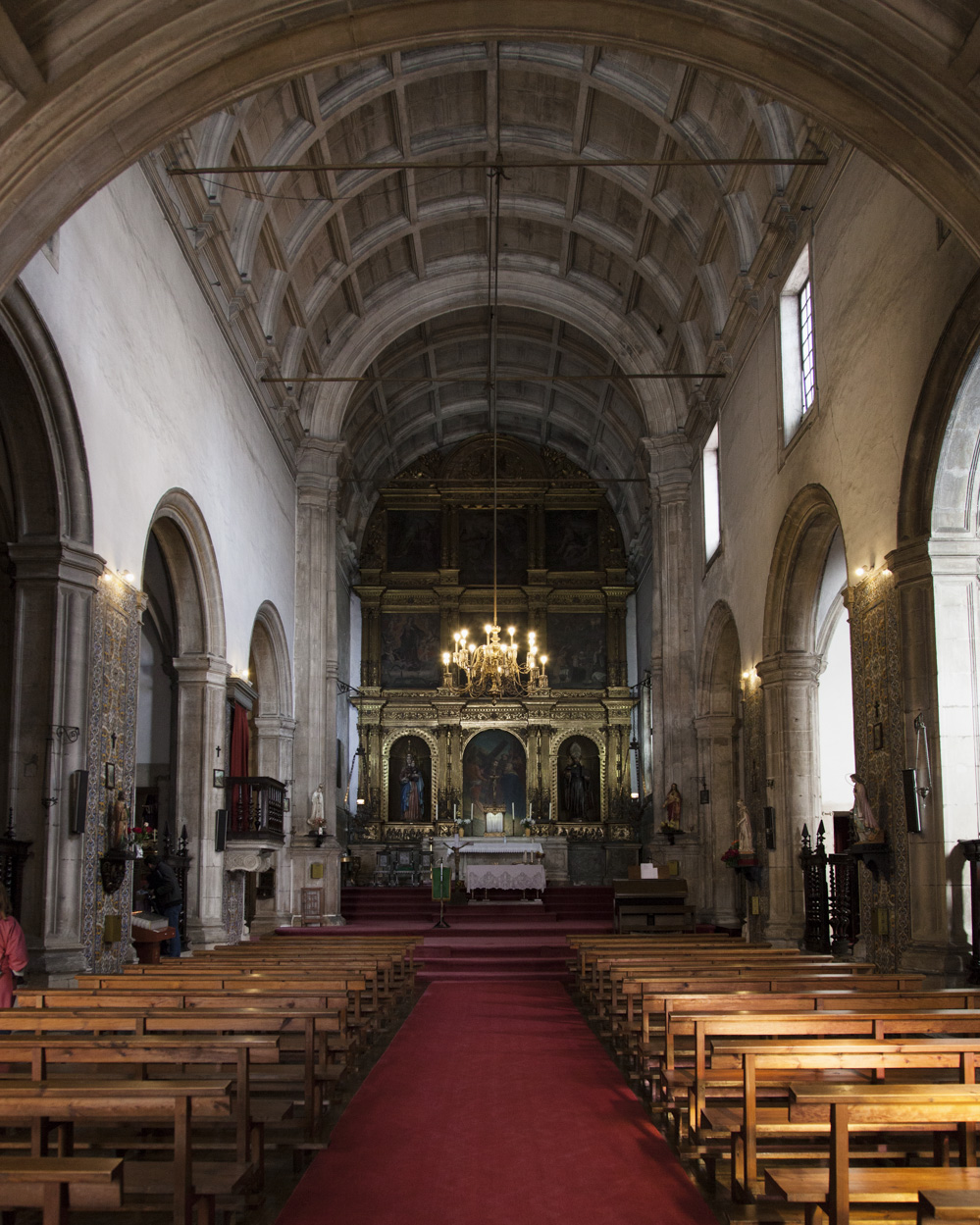
Igreja
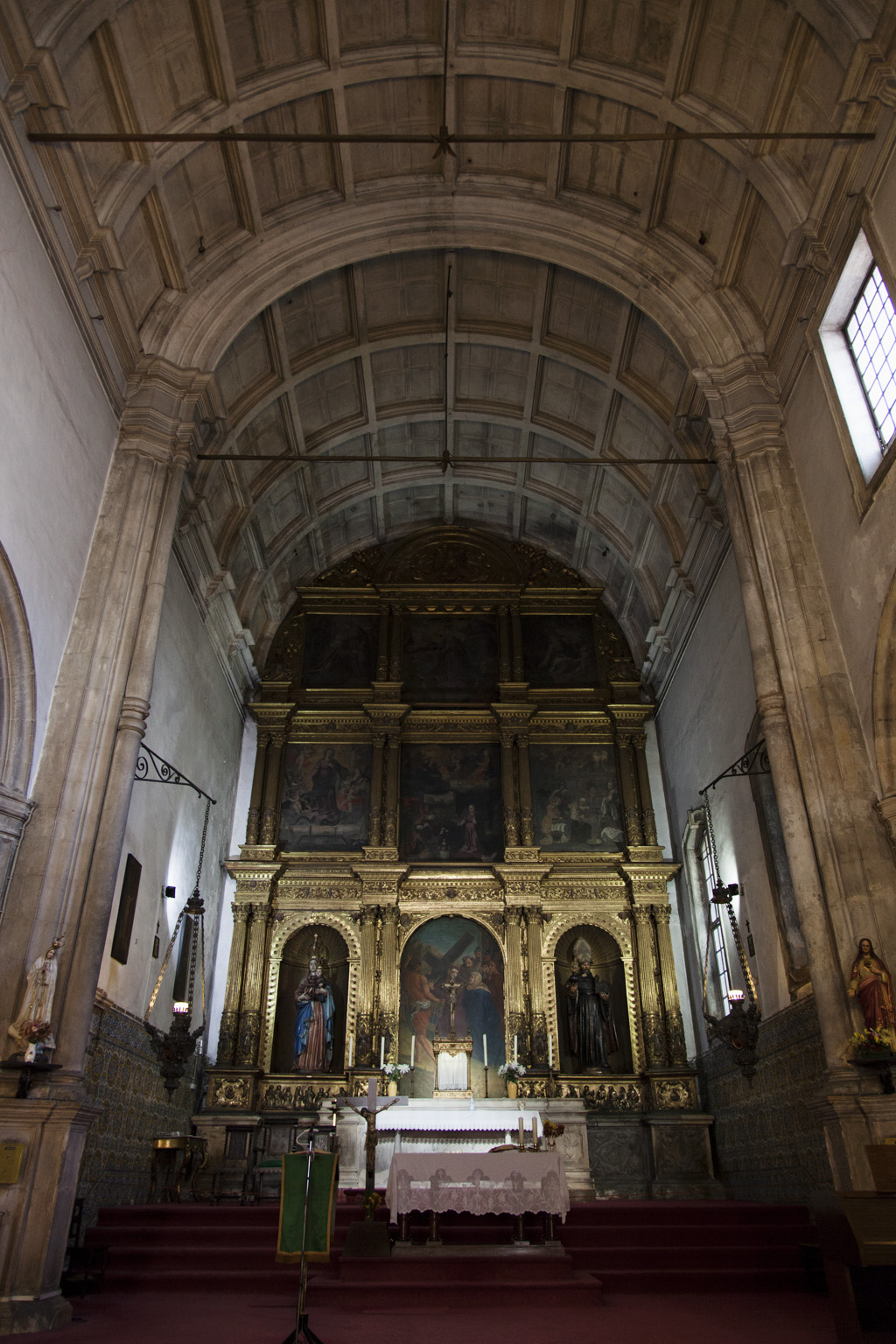
Igreja
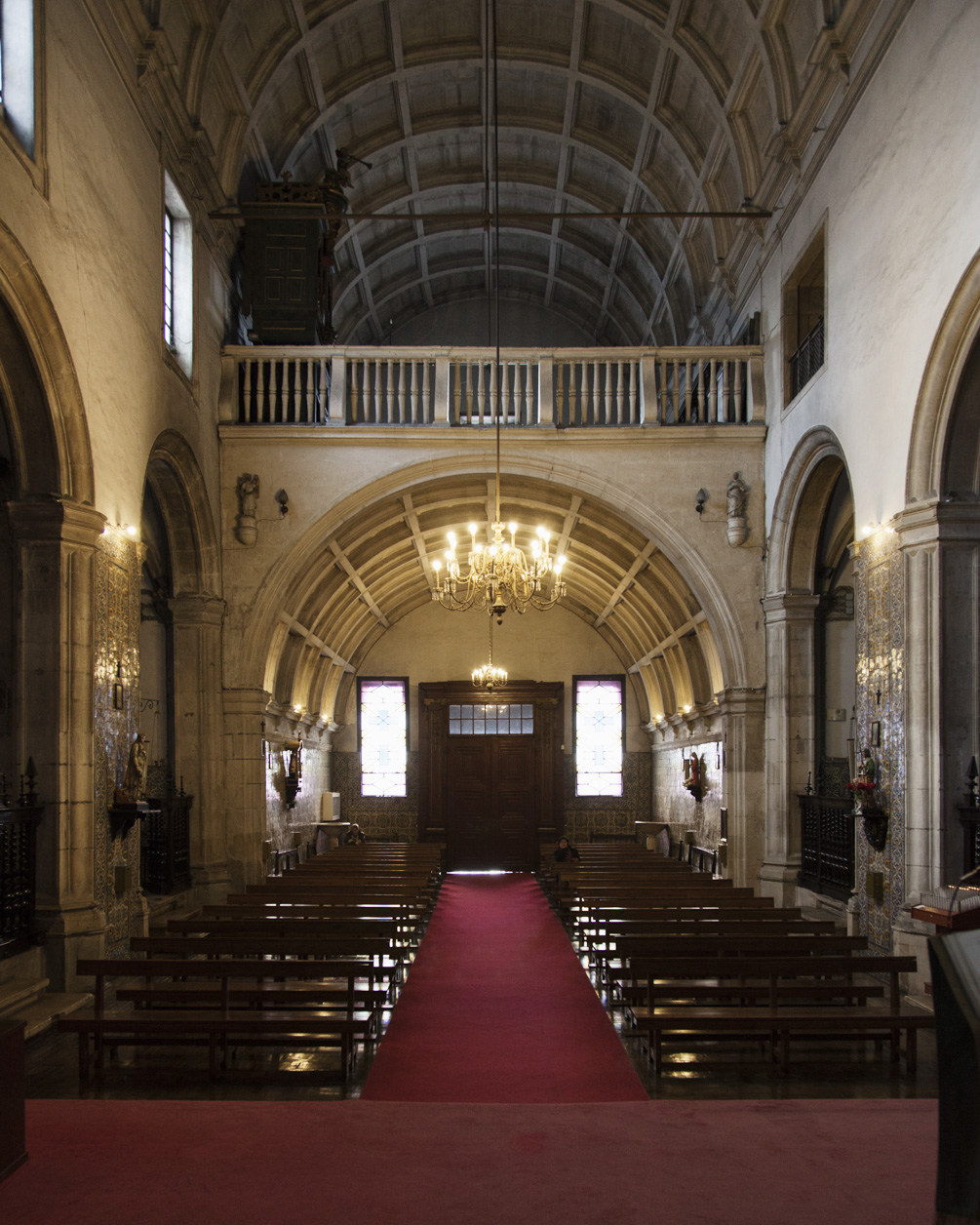
Igreja
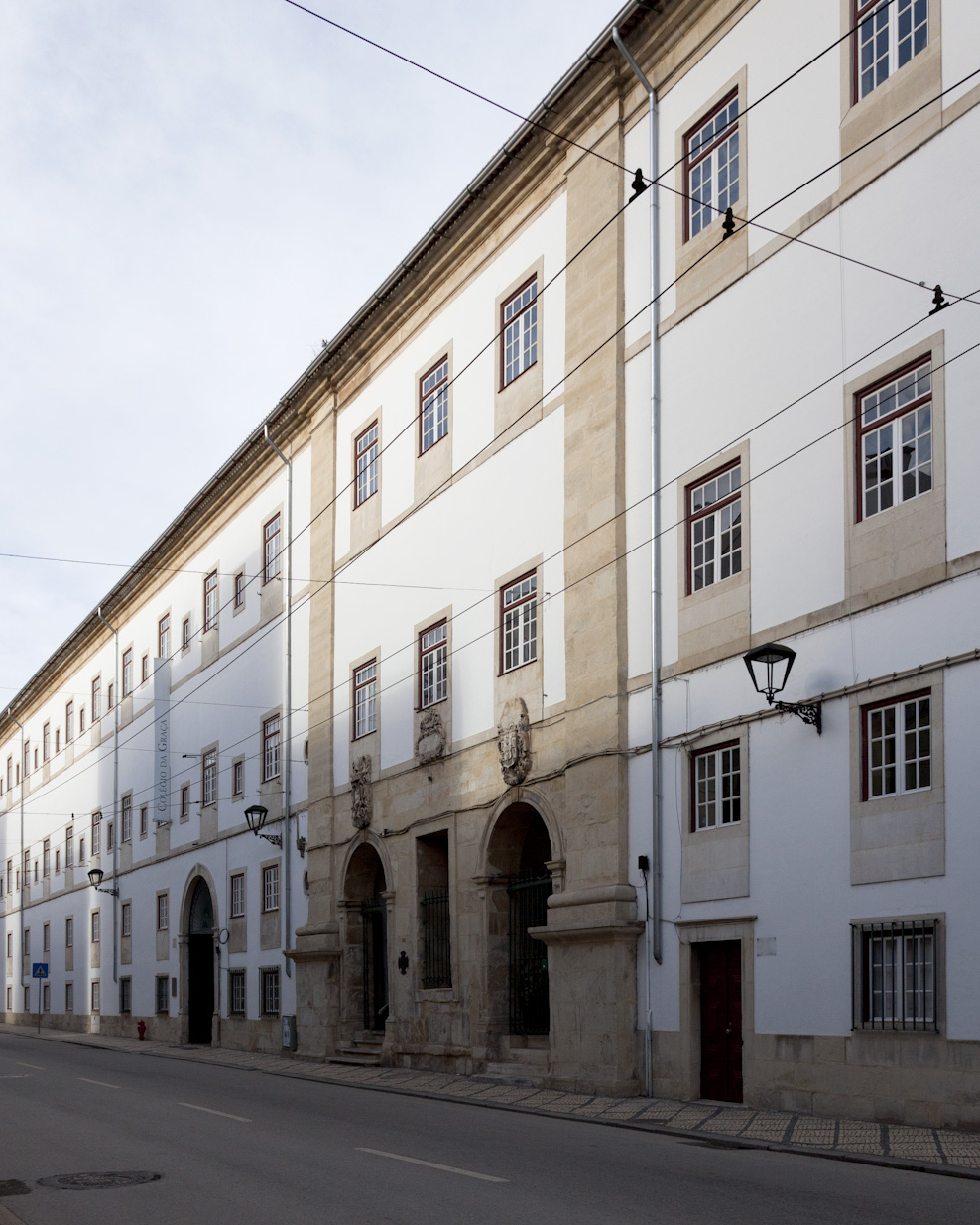
Fachada do Colégio
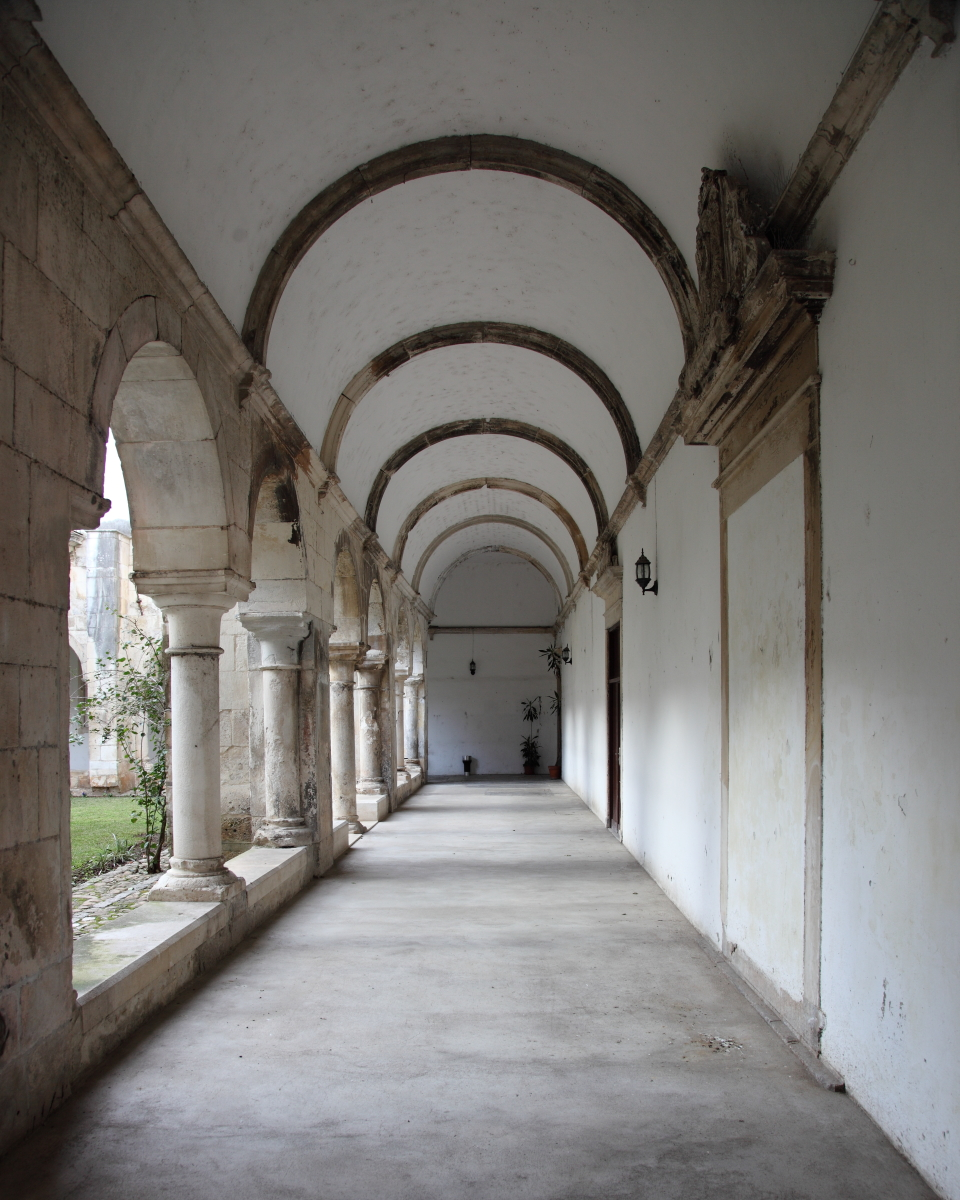
Claustro
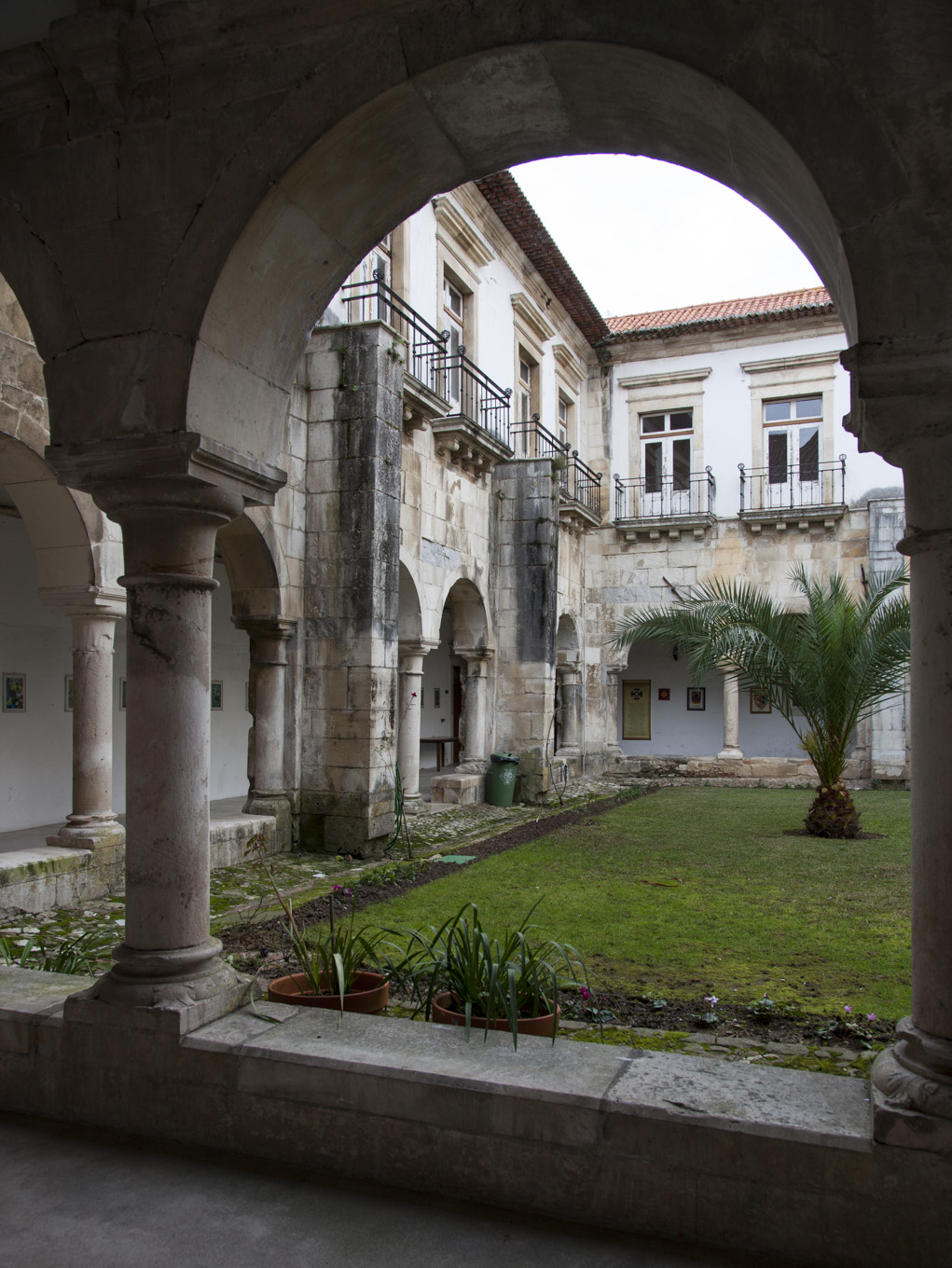
Claustro